# Собене-Шляхецькі
Собене-Шляхецькі (пол. Sobienie Szlacheckie) — село в Польщі, у гміні Собене-Єзьори Отвоцького повіту Мазовецького воєводства.
Населення — 292 особи (2011).
У 1975-1998 роках село належало до Седлецького воєводства.

## Демографія
Демографічна структура станом на 31 березня 2011 року:
|          | Загалом | Допрацездатний вік | Працездатний вік | Постпрацездатний вік |
| -------- | ------- | ------------------ | ---------------- | -------------------- |
| Чоловіки | 155     | 34                 | 97               | 24                   |
| Жінки    | 137     | 22                 | 72               | 43                   |
| Разом    | 292     | 56                 | 169              | 67                   |